# جون كيج

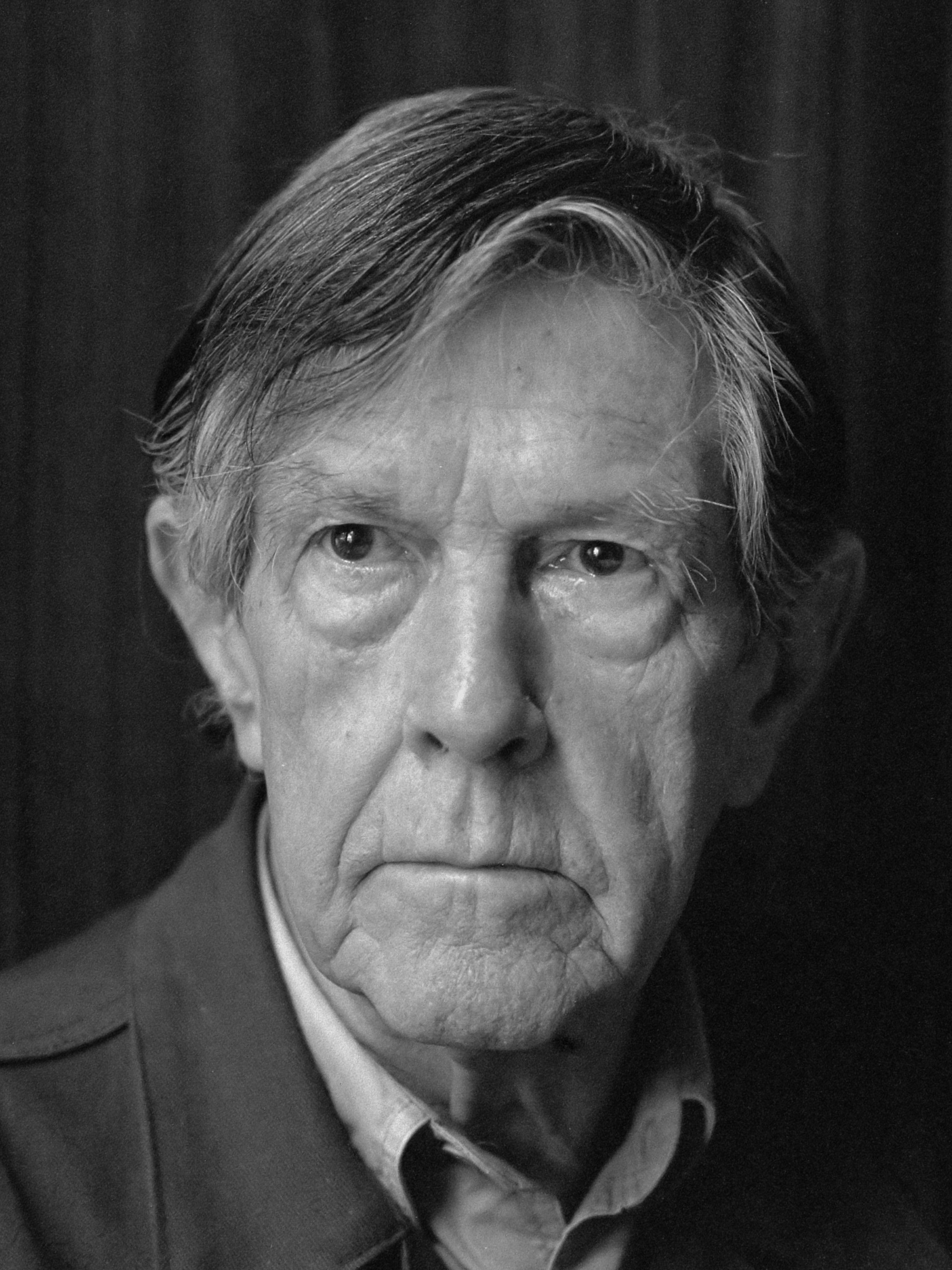
جون كيج عام 1988

جون ميلتون كيج الابن (بالإنجليزية: John Cage)‏ (5 من سبتمبر 1912م – 12 من أغسطس 1992م) ملحن أمريكي وصاحب نظريات موسيقية وكاتب وفنان. ويعتبر رائد عدم التعيين الموسيقي والموسيقى الكهرسمعية والاستخدام غير التقليدي للآلات الموسيقية، كما كان كيج واحدًا من الشخصيات البارزة في المسرح الطليعي في فترة ما بعد الحرب. وأثنى عليه النقاد بوصفه أحد أكثر الملحنين الأمريكيين تأثيرًا في القرن العشرين. وكان له أيضًا دور فعال في تطوير الرقص الحديث، وذلك من خلال تعاونه مع مصمم الرقصات مرسيا كانينغهام، الذي كان أيضًا شريكه الرومانسي لمعظم حياته.
وأكثر ما يشتهر به كيج هو المقطوعة الموسيقية 4′33″ لعام 1952، ولقد تم أداؤها في ظل غياب الصوت المتعمد؛ فلا يقوم الموسيقيون القائمون على العرض بشيء سوى المكوث في أماكنهم طوال الفترة الزمنية التي حددها عنوان المقطوعة. ولا يُقصد بمحتوى اللحن أن يمضي المُشاهد «أربع دقائق و33 ثانية من الصمت»، كما يعتقد البعض أحيانًا، ولكن المقصود به أصوات البيئة التي يسمعها الجمهور أثناء الأداء. وقد أثار تحدي أعماله لافتراض تعريفات حول الموسيقية والخبرة الموسيقية الشعبية الجدل في علم الموسيقى وفي نطاق جماليات الفن والأداء. وقد تميز كيج أيضًا باستخدام البيانو المُعد (prepared piano) (وهو بيانو يتم فيه تغيير الأصوات الصادرة منه من خلال وضع أجسام بين أوتاره أو عليها أو على المطارق)، والذي ألّف له العديد من أعمال الرقص ذات الصلة والقليل من مقطوعات الحفلات الموسيقية. ومن أشهر تلك الأعمال سوناتا وإنترلودس (Sonatas and Interludes) (1946–48).
ولقد كان من ضمن أساتذته هنري كويل (1933) وأرنولد شونبرغ (1933–35)، وكِلاهما يشتهران بابتكاراتهما الجوهرية في الموسيقى، ولكن أكثر ما أثر فيه يقبع في الثقافات المتنوعة لشرق وجنوب آسيا. ولقد أوحت إليه دراساته للفلسفة الهندية وزن البوذية (Zen Buddhism) في أواخر أربعينيات القرن الماضي بفكرة موسيقية الأليتوريك (Aleatoric music) -أو ما تُعرف بالموسيقى التي تتحكم فيها الفرص، والتي بدأ بالتأليف لها من عام 1951. وأصبح آي شينج (I Ching)، وهو نص صيني كلاسيكي قديم حول الأحداث المتغيرة، أداة كيج لتكون المعيار القياسي لبقية حياته. وفي محاضرة الموسيقى التجريبية التي ألقاها عام 1957، وصف كيج الموسيقى كـ «مسرحية بلا هدف» والتي تعتبر «تأكيدًا للحياة – وليست محاولةً لإعادة النظام من بين الفوضى، ولا اقتراح تقديم تحسينات في الموجودات، ولكن هي مجرد وسيلة للاستغراق في عمق الحياة التي نعيشها».

## حياته

### سنواته المبكرة بين عامي 1912 و1931
ولد كيج في 5 سبتمبر عام 1912 في مشفى غود ساماريتان وسط مدينة لوس أنجلوس. كان والده جون ميلتون كيج الأب (1886 – 1964) مخترعًا، وأمه لوكريتيا (كريت) هرافي (1885 – 1969)، عاملة بشكل متقطع صحفية في صحيفة لوس أنجلوس تايمز. كانت جذور العائلة أمريكية إلى حد كبير، ففي لقاء حصل عام 1976، ذكر كيج أن جورج واشنطن تلقى المساعدة من سلف يدعى جون كيج في مهمة مسح لمستعمرة فرجينيا. وصف كيج أمه بأنها امرأة «تتمتع بحس مجتمعي» و«لا ترى السعادة أبدًا»، في حين أن اختراعات والده هي من كانت تصفه: إذ كان مثاليًا في حين، كغواصة تعمل على وقود الديزل وتطلق من خلفها الفقاقيع، كان كيج الأب غير مهتم بغواصة غير قابلة للكشف؛ واختراعات أخرى ثورية تتحدى المقاييس العلمية، مثل «نظرية الحقل الكهربائي الساكن» للكون. علم جون ميلتون الأب ابنه «أنه في حال قال له أحدهم (لا أستطيع) ذلك يظهر لك ما يجب أن تفعله» كتب كيج بين عامي 1944 و1945 مقطعين موسيقيين صغيرين مكرسين لوالديه بعنوان كريت، وأبي. الأخيرة هي قطعة حيوية قصيرة تنتهي فجأة. بينما «كريت» كانت أطول قليلًا، عمل غلبت عليه الموسيقى المختصة.
كانت أولى تجارب كيج مع الموسيقى من معلمي البيانو الخصوصيين في منطقة لوس أنجلوس الكبرى ومن أقارب عديدين، خصوصًا خالته فيبي هارفي جيمس التي عرفته على موسيقى البيانو القرن التاسع عشر. دروس البيانو الأولى عندما كان في الصف الرابع في المدرسة، ولكن على الرغم من إعجابه بالموسيقى، إلا أنه أبدى اهتمامًا بالقراءة والكتابة أكثر من اهتمامه بتطوير مهارته في العزف على البيانو، ويبدو أنه لم يفكر في التأليف. خلال دراسته الثانوية، كان أحد مدرسي الموسيقى له فاني تشارلز ديلون. بحلول عام 1928، كان كيج على قناعة بأنه يريد أن يصبح كاتبًا. تخرج في تلك السنة من مدرسة لوس أنجلوس الثانوية طالبًا متفوقًا، ملقيًا أيضًا في الربيع خطابًا حاصلًا على جائزة في هوليوود باول، مقترحًا يومًا للصمت في كل أمريكا. «عبر كوننا صامتين وخافتين، ستتاح لنا فرصة أن نسمع ما يفكر به الآخرون» مترقبًا مقطوعته «4′33″» لأكثر من ثلاثين سنة.

التحق كيج بكلية بومونا في كليرمونت متخصصًا في علم اللاهوت علم 1928. مقاطعًا تخصصاته مرة أخرى، صادف في بومونا عمل الفنان مارسيل دوشامب عن طريق الأستاذ خوسيه بيوان، وللكاتب جيمس جويس عبر دون سامبل، والفيلسوف أناندا كوماراسوامي وكويل. ترك الدراسة في عام 1930، خالصًا إلى نتيجة أن «الجامعة ليست مكانًا للكاتب» بعد حادثة وصفها في بيان سيرته الذاتية عام 1991:
لقد صعقت في الكلية لدى رؤيتي مئة من زملاء صفي في المكتبة كلهم يقرؤون نسخًا من نفس الكتاب. بدلًا من فعلي ما كانوا يقومون به، ذهبت إلى كومة الكتب وشرعت في قراءة أول كتاب كُتب لمؤلف يبدأ اسمه بالحرف «زاي». حصلت على أعلى علامة في الصف. أوضح له ذلك بأنه تلك المؤسسة لم تكن تُدار بشكل صحيح. لذا رحلت.
أقنع كيج والديه بأن رحلة إلى أوروبا ستكون أكثر فائدة لكاتب مستقبلي من الدراسة الجامعية. بدأ بعد ذلك ترحاله إلى غالفيستون وأبحر إلى لو هافر، حيث استقل قطارًا إلى باريس. بقي كيج في أوروبا نحو 18 شهرًا، ملقيًا بيده على مختلف أصناف الفنون. في البداية درس الفن القوطي والعمارة اليونانية، لكنه قرر أنه لم يكن مهتمًا كفاية بالعمارة ليكرس حياته من أجلها. استغرق بعدا بالرسم والشعر والموسيقى. كان ذلك في أوروبا، تحت تشجيع معلمه لازاري ليفي، حيث سمع لأول مرة موسيقى المؤلفين المعاصرين (مثل إيغور ستارفينسكي وبول هايندميث) وتعرف في نهاية المطاف على موسيقى يوهان سباستيان باخ، والتي لم يكن قد اختبرها من قبل.
بعد عدة أشهر في باريس، انتعش حماس كيج لأمريكا بعد قراءته كتاب المؤلف الشعري «ليفز أوف غراس» لوالت هيتمان، أراد العودة على الفور، إلا أن والديه، الذين كان يتبادل معهما الرسائل طوال فترة رحلته، شجعاه على البقاء في أوروبا فترة أطول واستكشاف القارة. بدأ كيج الترحال، وزار أماكن عديدة في فرنسا وألمانيا وإسبانيا، فضلًا عن جزيرتي كابري وميورقة، حيث بدأ التأليف. شكّل مؤلفاته الأولى مستخدمًا معادلات رياضية معقدة، إلا أن كيج لم يكن مسرًا بها وترك المقطوعات التي انتهى من تأليفها خلفه. بدأت علاقة كيج مع المسرح في أوروبا أيضًا: شهد خلال سيره في إشبيلية «تعدد الأحداث المرئية والمسموعة المتزامنة كلها تسير معًا في تجربة المرء منتجةً المتعة».

### فترة التدريب المهنية بين عامي 1931 و1936
عاد كيج إلى الولايات المتحدة عام 1931. رحل إلى سانتا مونيكا بولاية كاليفورنيا وكسب لقمة عيشه عبر إلقائه محاضرات قصيرة حول الفن المعاصر. تعرف على عدد من الشخصيات الهامة في عالم الفن جنوب كاليفورنيا، مثل ريتشارد بوليغ (الذي أصبح أول معلم له في التأليف) وراعية الفنون غالكا شيير. بحلول عام 1933، قرر كيج التركيز على الموسيقى بدلًا من الرسم، «الأشخاص الذين سمعوا موسيقاي لديهم أشياء أفضل للتحدث عنها أكثر من الأشخاص الذين نظروا إلى لوحاتي وكان عليهم قول شيء ما عنها»، أوضح كيج لاحقًا. في عام 1933، أرسل كيج بعضًا من مؤلفاته إلى هنري كويل؛ كان الرد عبارة عن «رسالة غامضة بعض الشيء»، اقترح فيها كويل أن يدرس كيج مع أرنولد شونبرغ. شملت أفكار كيج الموسيقية في ذلك الوقت التأليف بناءً على 25 صف من النغمات، وهي تقنية شبيهة بطريقة الاثنتي عشرة نغمة لشونبرغ. نصحه كويل أيضًا، بأنه قبل لقائه بشوينبرغ، على كيج أخذ دروس تمهيدية، واقترح عليه أدولف ويس، طالب سابق لشونبرغ.
متّبعًا نصيحة كويل، رحل كيج إلى نيويورك عام 1933 وبدأ الدراسة مع ويز فضلًا عن أخذه دروسًا من كويل بنفسه في «ذا نيو سكول». دعم نفسه ماديًا عبر عمله في وظيفة غسل الجدران في الرابطة العالمية للشابات المسيحية في بروكلين. بدا روتين كيج خلال تلك الفترة متعبًا للغاية، بساعات نومٍ بلغت 4 ساعات في معظم الليالي، وأربع ساعات من التأليف كل اليوم تبدأ عند الساعة الرابعة فجرًا. بعد بضعة أشهر، في العام 1933، أصبح كيج جيدًا في التأليف بشكل يسمح له بلقاء شونبرغ. لم يتمكن من تحمل مصاريف شونبرغ، وحين ذكر ذلك أمامه، سأله المؤلف فيما إذا كان مستعدًا لأن يفني حياته للموسيقى. بعد رد كيج عليه بالإيجاب، عرض عليه شونبرغ تعليمه بالمجان.
درس كيج برفقة شونبرغ في كاليفورنيا: بدايةً في جامعة كاليفورنيا الجنوبية، ومن ثم في جامعة كاليفورنيا في لوس أنجلوس، فضلًا عن التعليم الخاص. أصبح شونبرغ واحدًا من أكبر المؤثرين في حياة كيج، الذي «كان يعبده حرفيًا»، خصوصًا حول كيفية أن يعيش شخص ما حياته كمؤلف. العهد الذي قطعه كيج، في أن يكرس حياته للموسيقى، كان من الواضح أنه لا زال مهمًا بعد 40 عامًا لاحقة، عندما أصبح كيج «دون حاجة لها (أي كتابة الموسيقى)»، استمر بالتأليف بشكل متقطع بسبب الوعد الذي قطعه. وُثقت أساليب شونبرغ وتأثيراتها على كيج من قبل كيج نفسه ضمن عدة كتابات ومحاضرات.

## وصلات خارجية
- جون كيج على موقع IMDb (الإنجليزية)
- جون كيج على موقع الموسوعة البريطانية (الإنجليزية)
- جون كيج على موقع مونزينجر (الألمانية)
- جون كيج على موقع ألو سيني (الفرنسية)
- جون كيج على موقع ميوزك برينز (الإنجليزية)
- جون كيج على موقع أول موفي (الإنجليزية)
- جون كيج على موقع قاعدة بيانات برودواي على الإنترنت (الإنجليزية)
- جون كيج على موقع إن إن دي بي (الإنجليزية)
- جون كيج على موقع أول ميوزيك (الإنجليزية)
- جون كيج على موقع ديسكوغز (الإنجليزية)

### معلومات عامة وكتالوجات
- Official Website
- John Cage Database, includes a complete catalogue of Cage's music with details on individual compositions, as well as a discography, a bibliography and a list of forthcoming performances of Cage's work.
- A John Cage Compendium, website by Cage scholar Paul van Emmerik, in collaboration with performer Herbert Henck and András Wilheim. Includes exhaustive catalogues and bibliography, chronology of Cage's life, etc.
- Larry Solomon's John Cage Pages, a complete catalogue of Cage's music and a filmography, as well as other materials.
- James Pritchett: Writings, articles on Cage's music in HTML and PDF form by Cage scholar James Pritchett.
- Edition Peters: John Cage Biography and Works, Cage's principal publisher since 1961.
- Guide to the John Cage Mycology Collection
- Silence/Stories: نسخة محفوظة 19 أبريل 2005 على موقع واي باك مشين. related texts and poems by, among others, Lowell Cross, AP Crumlish, Karlheinz Essl, Raymond Federman, August Highland, George Koehler, Richard Kostelanetz, Ian S. Macdonald, Beat Streuli, Dan Waber, Sigi Waters and John Whiting
- A Project by John Cage called ORGAN2/ASLSP is the longest concert ever created.
- Artist Biography and a list of video works by and about John Cage at Electronic Arts Intermix eai.org.
- Interview with John Cage by Bruce Duffie, June 21, 1987
- Ross, Alex, "Searching for Silence: John Cage’s art of noise", The New Yorker, October 4, 2010.

### رابط المجموعات الموسيقية
- John Cage Online

### موضوعات خاصة
- Kasper, Ulrike. "Sounds Visions, The Work of Jacques Pourcher, Perspectives on John Cage" نسخة محفوظة 4 مارس 2009 على موقع واي باك مشين., essay on the exhibition "John Cage and Jacques Pourcher, Works on Paper", Virginia Tech, Blacksburg, USA.
- The Music of Chance, article from the UK الغارديان newspaper, quotes from various people who knew Cage.
- ORGAN2/ASLSP: As Slow as Possible – John-Cage-Orgelprojekt Halberstadt نسخة محفوظة 8 أغسطس 2003 على موقع واي باك مشين., Web site about a current ongoing performance of As Slow As Possible, which began in 2001 and is scheduled to have a duration of 639 years
- 'Silence and Change / Five Hanau Silence': Articles and documents on a project of John Cage, Claus Sterneck and Wolfgang Sterneck in benefit of a squated culture center in Hanau (Germany) in 1991, (English / German).

### مواد صوتية
- In Conversation with Morton Feldman, 1966, Part 1, Part 2, Part 3, Part 4, and Part 5

### وسائط
- John Cage at UbuWeb: historical, sound, film.
- John Cage's etchings at the Crown Point Press website
- Art of the States: John Cage, six works by the composer
- Indeterminacy, Cage's short stories taken from various publications and accessed in random order.
- FontanaMixer: computer program by Karlheinz Essl which generates a realtime version of John Cage's "Fontana Mix" (1958)
- Other Minds Archive: John Cage interviewed by Jonathan Cott, streaming audio
- Other Minds Archive: John Cage and David Tudor Concert at The San Francisco Museum of Art (January 16, 1965), streaming audio
- 27, 2002 Suite for Toy Piano (1948) performed by Margaret Leng Tan at the Other Minds Music Festival in 1999 at the Cowell Theater in San Francisco.
- 1982 performance of Speech for 5 radios and reel (1955) on YouTube
- Water Walk on YouTube على يوتيوبfrom Cage's appearance on the game show I've Got a Secret in January 1960.
- The Anarchy of Silence. John Cage and Experimental Art (2009) a lecture by Julia E. Robinson on occasion of Cage's exhibition at the MACBA, Barcelona
- Notes towards a re-reading of the “Roaratorio” the work of John Cage and his special relationship to radio at Ràdio Web MACBA
- The Rest isn't Silence... it doesn't exist! Analytical material and recordings going back to the first rehearsal and performance of Imaginary Landscape No 4 in 1951.
- FLUXRADIO (podcast) An exploration of some of the concepts and ideas behind the music and performance practice of Fluxus.
- John Cage – Journeys in Sound Documentary, Germany, 2012, 60 Min., Director: Allan Miller & Paul Smaczny, Written by Anne-Kathrin Peitz. Production: Accentus Music in Co-Produktion with WRD.